# 帯広の森市民プール
帯広の森市民プール（おびひろのもりしみんプール）は、北海道帯広市にある屋内プール。愛称は「スインピア」。

## 概要
1996年（平成8年）9月28日開館。帯広の森運動公園内にあり、50 mプール・児童用プール・幼児用プールがある。一般使用やスポーツ教室のほか、大会・合宿・サークル活動などでコースを専用使用することや、個人使用として借りることもできる。2階はランニング走路になっている。

## 施設
公衆無線LAN (Wi-Fi) 使用可能
50mプール
- 日本水泳連盟公認50 m競泳プール[4]
  - 【大会時】50 m競泳用8コース（25 m競泳用の場合は18コース）
  - 【通常時】50 m10コース（25 mの場合は24コース）
- タイル貼水域50 m×25 m（うち10 m×25 mは可動床）
  - 可動床構造FRPスノコ製
- 水深1.2 mから1.4 m（可動床部分は0.8 mから2.5 m）

児童用プール
- FRP製水域132 m²
- 水深0.8 m

幼児用プール
- FRP水域94 m²
- 水深0.5 m

走路
- ウレタン塗装
- 1周230 m

その他
- 会議室
- 更衣ロッカー室
- シャワー室
- 採暖室
- 休憩室
- 授乳室
- 救護室
- 放送室
- 昇降設備（11人乗り油圧式昇降機・身障者対応型）

## アクセス・駐車場
- 北海道旅客鉄道（JR北海道）帯広駅からバスで約40分[5]
- 駐車場（普通車445台、バス8台、障がい者用6台）[1]